# غبار الحياة (فلم)
غبار الحياة (بالفرنسية: Poussières de vie) هو فيلم درامي جزائريّ فرنسي صدرَ عام 1995 من إخراج رشيد بوشارب. زادت شهرة الفيلم حينما رُشِّحَ أوليًا للمنافسة على جائزة الأوسكار لأفضل فيلم بلغة أجنبية. الفيلم مأخوذٌ عن قصّةٍ حقيقيةٍ رُويت في الأصل في رواية لدوين آنه.

## القصّة
تدورُ أحداث الفيلم بعد نهاية حرب فيتنام، حيثُ يروي قصّة فتى فيتنامي وُلد لأمٍ فيتناميةٍ وأب أمريكي من أصل أفريقي كان يُقاتل في الحرب لكنه عاد منذ ذلك الحين إلى الولايات المتحدة الأمريكية.
يُبعد الابن عن أمه ويُحجز في معسكر عملٍ حيث يعيشُ حياةً قاسيةً وتبقى فُرص إطلاق سراحه ضئيلة جدًا جنبًا إلى جنبٍ مع بعض الأولاد الآخرين في المخيم والذين يُحاولون الهرب كلّ ما أتيحت لهم الفرصة.

## طاقم التمثيل
- دانيال جيانت في دور الابن
- جيل شيتلافون في دور بوب
- جيهان باجيس في دور بيتي هاي
- ليون أوترابادي في دور جمبري
- لينا تشوا في دور والدة الابن
- ر. شكر قادر في دور والد الابن

## الجوائز
جائزة الأوسكار
- رُشِّح الفيلمُ ترشيحًا أوليًا من قِبل صُنّاع السينما في الجزائر للمنافسة على جائزة الأوسكار لأفضل فيلم بلغةٍ أجنبيةٍ عام 1996.[6]

جائزة الفنان الصغير
- 1995: فاز الممثل دانيال جيانت بجائزة أفضل ممثل شاب في فيلمٍ أجنبيّ.[7]